# Vypalovaný vzor
Vypalovaný vzor (angl. : devoré, něm.: Ausbrenner) je souhrnné označení pro textilie s průsvitným krajkovitým vzorováním. Vzorování se dá dosáhnout jen u textilií ze dvou materiálů s rozdílnou odolností proti účinku určité chemikálie.

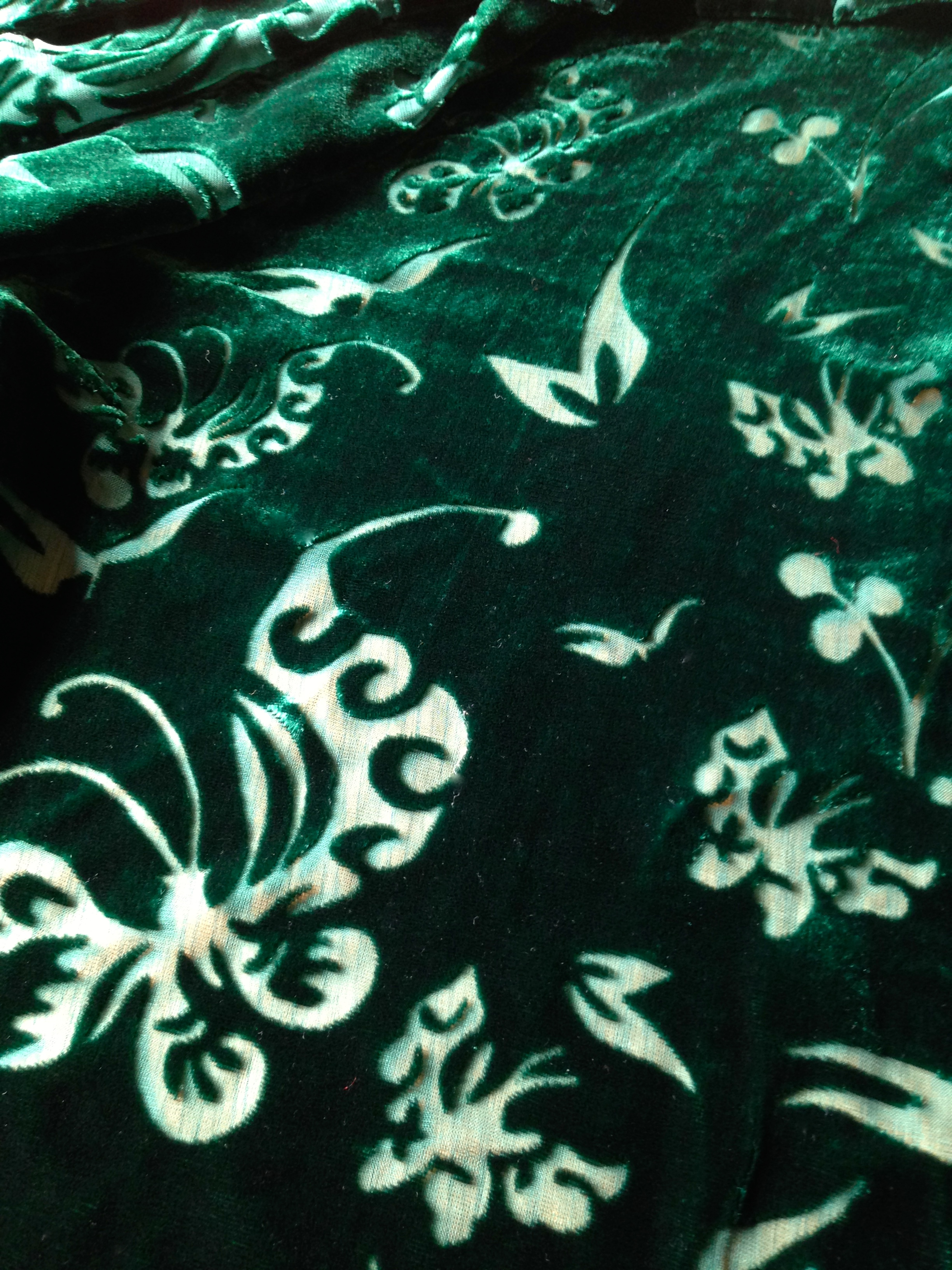
Vypalovaný vzor na hedvábném sametu (velours devorant)

## Způsob výroby

### Materiálové kombinace
Nejčastější jsou kombinace polyester s bavlnou nebo s viskózou, které jsou obsaženy ve skaných přízích (polyester obeskaný viskózou) nebo jako tkanina ze dvou přízí z rozdílných materiálů.
Známé jsou také vypalované vzory z kombinace hedvábí s bavlnou (viz horní snímek)
V závislosti na zpracovaných materiálech se jako chemikálie používá chlorid hlinitý, síran hlinitý, hydrogensíran sodný nebo kyselina sírová.

### Technologie

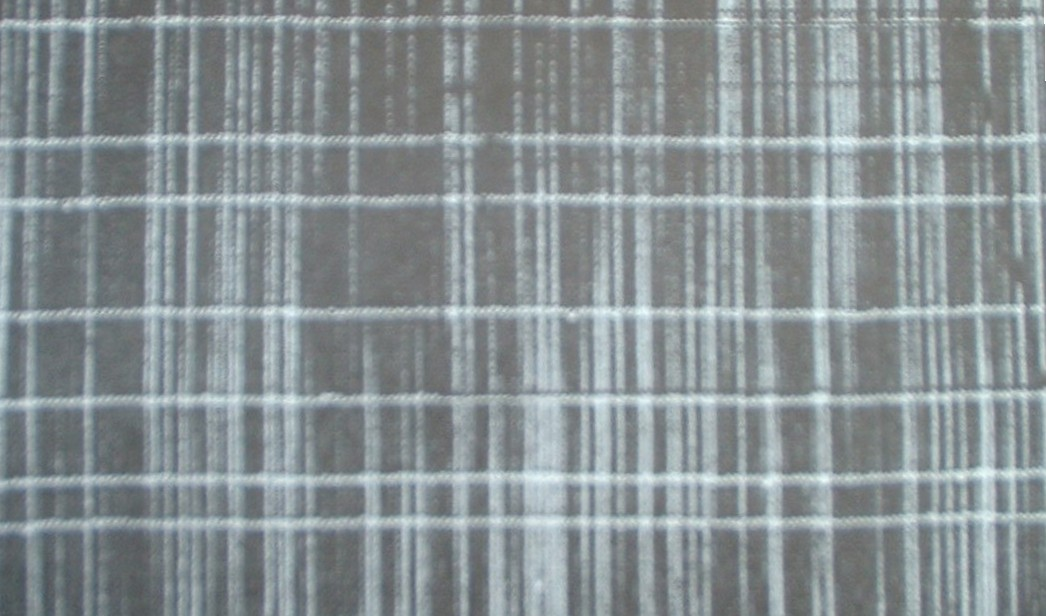
Vypalovaný vzor na inbetweenu (osnovní pletenina s vloženým útkem)

- Vzory z tenkých a tlustých míst se zhotovují potiskováním textilie

- leptací pastou (která se po zhotovení vypere) nebo
- rezervovací chemikálií s následujícím průchodem celé textilie leptací chemikálií (bavlna nebo viskóza se zničí, syntetická vlákna zůstanou nepoškozená)
- Strojním vyšíváním vzoru na podkladovou tkaninu, která se po zhotovení vzoru zničí chemikálií. Koncem 19. a začátkem 20. století se tímto způsobem vyráběly především plavenské („vzdušné“) krajky.[4]

## Použití
Oděvní tkaniny a pleteniny,  krajky, záclonovina a dekorační látky
(inbetween)

## Z historie vypalovaných textilií
V roce 1885 byl podán první patent na vypalovanou tkaninu na principu karbonizace (odstranění bavlněné složky ze směsi vlna/bavlna)
1886 patent na potiskování tkaniny na určitých místech leptavou látkou
1925 vlasové tkaniny se potiskovaly leptavou pastou (např. vypalované samety)

V 80. a 90. letech 20. století přišly vypalované samety znovu do módy. Významní dezinatéři použili ve svých vzorech tradiční motivy známé u těchto textilií z 20. let.